# Hipposideros fuliginosus
Hipposideros fuliginosus (Temminck, 1853) è un pipistrello della famiglia degli Ipposideridi diffuso nell'Africa subsahariana.

## Descrizione

### Dimensioni
Pipistrello di medie dimensioni, con la lunghezza totale tra 104 e 132 mm, la lunghezza dell'avambraccio tra 51 e 60 mm, la lunghezza della coda tra 21 e 34 mm, la lunghezza del piede tra 8 e 12 mm, la lunghezza delle orecchie tra 14 e 20 mm e un peso fino a 15 g.

### Aspetto
La pelliccia è leggermente ruvida. Le parti dorsali sono marroni scure, mentre le parti ventrali sono più chiare. Le orecchie sono piccole, larghe, triangolari e con una piccola concavità sul bordo posteriore appena sotto l'estremità appuntita. La foglia nasale presenta una porzione anteriore con due fogliette supplementari su ogni lato, un setto nasale non rigonfio, una porzione posteriore con tre setti che la dividono in quattro celle e il margine superiore semi-circolare. Talvolta è presente dietro di essa una struttura trasversale liscia o più o meno dentellata. È privo di sacche frontali. Le membrane alari sono bruno-nerastre. La coda è lunga e si estende leggermente oltre l'ampio uropatagio. Il primo premolare superiore è piccolo e situato fuori la linea alveolare. 

### Ecolocazione
Emette ultrasuoni ad alto ciclo di lavoro sotto forma di impulsi a frequenza costante di 113–123 kHz.

## Biologia

### Comportamento
Si rifugia in gruppi di 2-39 individui all'interno delle cavità degli alberi talvolta insieme a Hipposideros ruber. Il volo è notevolmente manovrato.

### Alimentazione
Si nutre di insetti, probabilmente falene e coleotteri, catturati in volo sotto la volta forestale.

### Riproduzione
Femmine gravide sono state catturate a febbraio, mentre altre che allattavano sono state osservate a marzo e maggio.

## Distribuzione e habitat
Questa specie è diffusa nell'Africa occidentale e centrale  dalla Guinea meridionale, Liberia, Sierra Leone, Costa d'Avorio, Ghana sud-occidentale, Nigeria sud-orientale, Camerun occidentale, Gabon e Repubblica Democratica del Congo centrale e nord-orientale fino all'Uganda sud-occidentale.
Vive nelle foreste pluviali di pianura, foreste costiere e mangrovie. Talvolta è presente nelle foreste ripariali lungo fiumi che attraversano zone più aride.

## Conservazione
La IUCN Red List, considerato il vasto areale e la popolazione presumibilmente numerosa, classifica H.fuliginosus come specie a rischio minimo (Least Concern)).